# Кібермобінг
Кібермо́бінг (кібербулінг, англ. CyberMobbing, інколи Інтернет-мобінг (англ. Internet-mobbing)) — поняття групового кібербулінгу (англ. Cyberbullying), під яким розуміються умисні образи, погрози, дифамації і повідомлення іншим даних, що компрометують особу у колективі, за допомогою сучасних засобів мобільної комунікації, як правило, протягом тривалого періоду часу.
Термін кібермобінг, розповсюджений в німецькомовному середовищі.
Кібермобінг здійснюється в кіберпросторі через інформаційно-комунікаційні канали і засоби. У тому числі в Інтернеті: за допомогою електронної пошти, програм для миттєвого обміну повідомленнями (Instant Messenger, наприклад, ICQ) в соціальних мережах, а також через розміщення на відеопорталах (YouTube, Vimeo та інших) непристойних відеоматеріалів, або за допомогою мобільного телефону (наприклад, за допомогою SMS-повідомлень або «докучливих» дзвінків).
Особи, які вчиняють дані хуліганські дії, яких часто називають «Моберер», діють анонімно, так що жертва не знає, від кого походять агресивні дії.

## Основні відмінності кібермобінгу від традиційного мобінгу
Зазвичай під моббінгом розуміють груповий психологічний терор у вигляді непрямого або прямого цькування співробітника в колективі, як правило, з метою його звільнення.
У широкому сенсі мобінг (іноді моббінг) являє собою систематичне, повторюване протягом тривалого часу цькування, образа, приниження гідності іншої людини, наприклад, у школі, на робочому місці, у в'язниці, і через Інтернет (кібермоббінг), і так далі. Типові дії, здійснювані при мобінгу (цькуванні) — це поширення завідомо неправдивої інформації (чуток і пліток) про людину, глузування і провокації, прямі образи і залякування, соціальна ізоляція (бойкот і демонстративне ігнорування), нападки ущемляють честь і гідність людини, заподіяння матеріального чи фізичної шкоди.
До форм психологічного тиску притаманного традиційному мобінгу додаються можливості всесвітньої павутини, завдяки чому кібермоббінг набуває наступні функції:
- Цілодобове втручання в особисте життя. Кібермоббінг не має тимчасового або географічного обмеження. Нападки не закінчується після школи або робочого дня. Кіберхуліган (моббер) цілодобово має прямий доступ через технічні засоби до жертви: мобільний телефон або профіль у соціальних мережах і електронна пошта. Завдяки постійним номерах і облікових записів жертва не захищена від мобінг-атак і вдома.
- З іншого боку, не дуже наполегливого і здатного хулігана можна занести в чорні списки і позначати його повідомлення як спам.

- Необмеженість аудиторії, швидкість поширення інформації. Нотатки або зображення, що пересилаються електронними технічними засобами, дуже важко контролювати, як тільки вони опинилися онлайн. Наприклад, відео легко копіюються з одного інтернет-порталу на інший. Тому розмір аудиторії і поле поширення кібермоббінга набагато ширше «звичайного» моббінга. Той контент, про який вже давно забули, може знову потрапити на очі громадськості, і жертві буде важко його нейтралізувати.

- Анонімність Кібермоббера. Кіберзлочинець не вказує себе своїй жертві, може діяти анонімно, що забезпечує йому — нехай і гадану — безпека і нерідко збільшує термін його негативної «кібер-активності». Незнання жертви, ким є той, «інший», хто її третирує, може залякати її і позбавити спокою[2].

## Жертви кібермобінга
Діти, які стали жертвами кібермоббінга в Інтернеті, як правило, вже раніше були метою моббінга в реальному житті. У більшості випадків, основний удар кібермоббера припадає на зовнішній вигляд, на «аватар» підлітка або дорослого (наприклад, занадто худий або занадто товстий і так далі).
Основна кількість жертв і мобберів припадає на вік між 11-16 роками — пубертатний період, що характеризується високою чутливістю до будь-яких образ, чуток і соціальних невдач.
 Незалежно від того, чи вміють підлітки поводитися з конфліктами,  виходити з конфліктної ситуації, активно оборонятися, чи мають широке коло друзів, які можуть їх підтримати. Насправді ми спостерігаємо, що найбільш соціально адаптовані і пристосовані учні, які уникають конфліктів, дуже легко можуть стати жертвою кібермоббінга. Терапія при складних порушеннях може тривати близько 3-х місяців. Основна мета терапії — заново допомогти створити позитивне соціальне оточення, в якому діти себе будуть почувати повноцінно, звільнити їх від ланцюгів соціальної ізоляції. Тривала дія на дитину кібер-терору призводить до сильного порушення її самооцінки і почуття власної гідності. … Жахливий вплив такого нового феномена, як кібермоббінг, викликав різні громадські і державні ініціативи для підтримки розвитку у дітей медіакомпетенцій та запуску превентивних проєктів, спрямованих проти кібермоббінга. Так в 2009 році в Євросоюзі була запущена «Safer Internet Programme» [Архівовано 23 липня 2013 у Wayback Machine.],) в якій беруть участь 26 країн ЄС. — Йоахім Вальтер (Joachim Walter) дитячий психіатр Гамбург 
Найчастіше жертви не можуть отримати адекватну допомогу від батьків або вчителів, так як останні досі не володіють досвідом і розумінням даної проблематики.

## Кібермобери
У здійсненні кібер-терору бере участь приблизно однакова кількість хлопчиків і дівчаток. Дослідження 2008 року показало, що з опитаних людей 16 % самі коли-небудь займалися кібермобінгом в Інтернеті, а 40 % з них сприймали це як жарт, витівку.

## Причини кібермоббінга
- Страх: щоб не стати жертвою моббінга, люди частіше примикають до активної, імовірно сильної групи колективу.
- Завоювання визнання: потреба «виділитися», бути на виду, завоювати вплив і престиж в групі.
- Міжкультурні конфлікти: національні відмінності в культурі, традиціях, мові, нетипова зовнішність.
- Нудьга: наприклад, від нудьги негативно прокоментувати чиюсь фотографію.
- Демонстрація сили: потреба показати свою перевагу.
- Комплекс неповноцінності: можливість «ухилятися» від комплексу або  проєктувати його на іншого. Велика ймовірність стати причиною насмішок через почуття своєї слабкості.
- Особистісна криза: розрив любовних відносин, дружби, почуття ненависті і заздрості, невдачі, провали, зроблені помилки.

## Кібермобінг в навчальному закладі
Вчителям не завжди просто вдається вчасно виявити випадки кібермобінга в школі на етапі їх виникнення. Як правило, вчителі дізнаються про випадок кібермобінга досить пізно, на етапі ескалації конфлікту. Попереджувальні заходи по пізнанню кібер-терору в школі можуть сприяти пом'якшенню конфлікту і перешкоджають його поширенню.
Можливі ознаки кібермобінга в школі:
- Анонімність «поштової скриньки». Учні за допомогою своєї поштової скриньки отримують можливість здійснювати кібермобінг анонімно. Необхідно враховувати той факт, що ці анонімні поштові скриньки можуть бути використані для цькування інших учнів.
- Погіршення психологічного клімату в класі. Якщо стосунки між учнями в класі все частіше набувають недружнього характеру, збільшується частота конфліктів, то це сприяє розвитку кібермобінга.
- Розрив дружніх зв'язків між учнями. Особливо відчутно переживається розрив дружби між дівчатками, коли колишня подруга стає об'єктом кібер-терору улюбленої подруги, так як вони знають один про одного багато особистої інформації і намагаються її використовувати один проти одного.
- Шкільні заходи. Під час різних шкільних заходів: екскурсійних поїздок, свят, конкурсів, спортивних змагань стає видно, наскільки згуртований класний колектив, стає відчутною «лінія надлому» міжособистісних стосунків усередині класу.

## Симптоми, які проявляються у жертв кібермобінга
- Погіршення показників здоров'я. Сюди можуть відноситися такі симптоми, як головний біль, біль у животі, проблеми зі сном, пригнічений настрій[4].
- Зміна поведінки. Сигналом для тривоги може послужити несподівана замкнутість і закритість учня, зниження успішності в школі, відстороненість від реального світу, часте перебування у світі фантазій і в світі онлайн-ігор.
- Пропажа особистих речей учня. Несподіване зникнення улюблених речей учня і грошей, яке легко можуть помітити батьки.
- Недооцінка серйозності і применшення значення кібер-терору. Жертви кібермобінга на першому етапі спілкування з дорослими найчастіше приховують випадки кібер-цькування, які здійснюють з ними інші учні або применшують їх значенні в очах дорослих. Якщо є серйозні підозри на наявність кібер-терору, необхідно провести повторну бесіду з учнем і посилити спостереження за ним.

## Захист від кібермоббінга
Як тільки хтось стає жертвою кібермоббінга, так відразу до нього приходить відчуття повної безпорадності. Словесні аргументи або прохання дати спокій не мають шансів у боротьбі з анонімною кібермоббінг групою. Низька самооцінка жертви загострює ситуацію відчаю і безпорадності. Залишившись «наодинці» з кібермобберами, важко очікувати допомоги або підтримки зі сторони. Якщо негативне відео потрапило в мережу, то за короткий період часу воно набере велику кількість переглядів. Наслідком може стати негайна соціальна стигматизація жертви.
Батьки повинні детально розпитати дитину про те, що трапилося в прецеденті моббінга та інформувати про нього школу. Дорослі можуть також допомагати дітям і підліткам у протистоянні кібертеррору: наприклад, можуть повідомити поліції, виступити медіатором у вирішенні конфлікту.
Удосконалення знань і розуміння в області медіакомптенцій батьків, педагогів і вихователів — найкраща профілактика в боротьбі з кібермоббінгом.

## Реакція на кібермоббінг
Швидкі та превентивні дії проти моббінга пом'якшують, а за сприятливих обставин запобігають ескалації конфлікту.
Більшість жертв не наважуються звернутися за допомогою і розповісти про цькування, бо бояться опинитися повністю ізольованими від соціального оточення.

## Перша допомога, допомога самому собі при кібермоббінгу
Всюди в цифровому світі, як і в реальній дійсності, поширюється принцип загальної відповідальності: всі люди відповідальні за те, що вони дивляться, що вони роблять, що вони публікують в Інтернеті.

## Міжнародний досвід боротьби з кібермоббінгом
Східна Азія
Південна Корея
У 2007 році розробила законопроєкт, спрямований на боротьбу проти моббінга в Інтернеті.
Європа
Франція
У травні 2011 року Міністр освіти Франції спільно з підтримкою Facebook постановила: мобери повинні бути ідентифіковані і за певних обставин звільнені від занять або виключені зі школи. Вчителі зобов'язані вести облік контенту блогів.
Німеччина
У Німеччині кібермоббінг не має власної об'єктивної сторони злочину, але тим не менш окремі його сторони карані. Кібермоббінг в Німеччині зараховується до делікту — приватному або цивільно-правовому проступку, який тягне за собою вище покарання для дорослих до 5 років. Підлітки, як правило, піддаються меншому покаранню — до 10 років арешту або примусовим виправних робіт. Існує закон про «захист прав молодого покоління», в яких існують параграфи, що регулюють використання медіа.
США
У США в 2009 році прецедент Кібербулінгу (кібермоббінга в англійському написанні), навіть зі смертельним результатом не потрапив під існуюче законодавство. Федеральний суддя США зняв звинувачення з п'ятдесятирічної матері, бо вона була зареєстрована не під своїм іменем. На думку судді, вона не змогла розібратися в численних пунктах умови договору приєднання, прочитала його неуважно і підписала.
Разом зі своєю тринадцятирічною дочкою вона під фальшивим профілем здійснювала третирування знайомої дочки в соціальній мережі MySpace, що призвело до суїциду останньої.
У штаті Міссурі в 2008 році був введений закон проти кібермоббінга, який був викликаний самогубством тінейджера, що мали широкий суспільний резонанс.
У штаті Нью-Джерсі в результаті суїциду однієї студентки були прийняті суворі закони проти моббінга в школі і у вищих навчальних закладах.
Навесні 2011 року в Білому домі у Вашингтоні відбувся антимоббінг-саміт. На зустрічі представники Facebook пояснили, що в майбутньому планують створити відділ медіації у конфліктах.
Росія
У Росії відсутня законодавча база визначення мобберів і жертв кібермоббінга. Але громадянська ініціатива та соціальні служби розуміючи проблему моббінга у навчальних закладах вже почали роботу з консультування та відкрили телефон гарячої лінії при Комітеті з соціальної політики міста Санкт-Петербург уряду Санкт-Петербургу РФ — (812) 387-4211 — цілодобово
Також існує група в соціальній мережі Вконтакте.ру «Анти-КіберМоббінг» (Anticybermobbing), у якій можна отримати консультацію в реальному часі.
  
У Москві існує безкоштовна служба телефонного та онлайн консультування для дітей і дорослих з проблем безпечного використання інтернету «Діти онлайн» — 8-800-25-000-15 з 9 до 18 МСК по робочих днях. На Лінії допомоги професійну психологічну та інформаційну підтримку надають психологи факультету психології МДУ імені М. В. Ломоносова та Фонду Розвитку Інтернет.

## Використання сучасних комунікаційних технологій для Кібермоббінга
| Технології                                                     | Позитивне використання | Можливі зловживання |
| -------------------------------------------------------------- | --- | --- |
| Мобільні телефони                                              | 1. Можливість відправки повідомлень формату SMS та MMS 2. Зйомка і публікація в мережі Інтернет фото- і відеоматеріалів 3. Використання доступних додатків мобільного телефону (ігри, прослуховування музики, нотатки) 4. Доступ до мережі Інтернет, використання пошукових серверів і відправка електронних листів 5. Можливість використання дитиною мобільного телефону в разі надзвичайної ситуації | 1.Систематично здійснювати анонімні дзвінки і відправляти образливого або загрозливого роду повідомлення 2. Зйомка компрометуючих фото- і відеоматеріалів, публікація їх в мережі Інтернет (наприклад, Happy Slapping) |
| Instant Messenger (IM)                                         | 1. Спілкування з допомогою чату 2.Швидка і ефективна можливість залишатися на зв'язку | 1. Розсилка повідомлень, фото- і відеоматеріалів образливого або непристойного характеру |
| Чат                                                            | 1. Люди з усього світу можуть обговорювати спільні теми в групах. 2. Гарна можливість для знайомства з іншими людьми | 1. Відправляти анонімні погрози і образи. 2. Створення груп, в яких навмисно ігнорують певні люди. 3. Вибудовування фальшивих дружніх і родинних відносин (щоб дізнатися особисте, інтимне інформацію). Можливі наслідки: поширення чуток, психологічний терор. |
| E-Mail                                                         | 1.Електронні листи, картинки, відомості швидко і ефективно відправляти в будь-яку точку світу. | 1. Розсилати злі і негативні повідомлення. 2. Розсилати непристойні матеріали (відео, картинки або комп'ютерні віруси). 3. Злом іншого аккаунта, для використання особистого E-Mail для розсилки різної інформації або для його видалення. |
| Вебкамера                                                      | 1.Робити фото і знімати відео. 2.Бачити іншу людину на екрані і вести з ним діалог. 3.Проводити відеоконференції. | 1.Непристойне відео знімати і розсилати. 2. Переконувати і примушувати молодих людей до непристойним діям. 3. Опублікувати в Інтернеті особисті фото та відеоматеріали після розставання, щоб зганьбити екс-друга / екс-подругу. |
| Соціальні мережі                                               | 1.Вступати в контакти з друзями, знайомиться з новими людьми, призначати зустрічі. 2. Можливість креативно проявляти себе в Інтернеті, наприклад, публікувати свої музичні твори. 3.Створювати свій особистий профіль і свою домашню сторінку, редагувати її зміст. | 1. Написати образливі коментарі до фотографій, до відео, на стіні користувача, у спільнотах. 2. Поширювати непристойне відео та фото. 3. Злом чужого аккаунта, редагування його з метою очорнити іншої людини (наприклад, розсилка повідомлень з цього аккаунта, доповнення брехливої інформації). 4. Навмисне створення групи, для вираження ненависті і цькування певної людини. 5. Створення фальшивого профілю для третирування іншої людини. |
| Відео-портали                                                  | 1.Скачувати цікаве і розважальне відео, завантажувати своє відео. | 1.Непристойне, компрометує, ганебне іншої людини відео публікувати в Інтернеті. 2. Особисті фотографії (в основному еротичного змісту) після розриву відносин публікувати в Інтернеті з метою досадити колишньому партнеру / партнерці. |
| Система управління навчанням                                   | 1. Допомога для самостійного навчання. 2. Надання навчальних матеріалів, домашніх завдань, рефератів. | 1.Писати неприємні новини. |
| Ігрові портали, віртуальні світи (наприклад World of Warcraft) | 1.Під час онлайн-ігор спілкуватися з геймерами усього світу (письмово і усно) 2. Віртуальні світи дозволяють користувачам створювати свої аватари, які репрезентують їх авторів іншим користувачам у віртуальному світі. | 1.Досвідчені гравці свідомо вибирають собі слабких суперників і вбивають їх персонажів. 2. Навмисне вилучення гравця з групи або ігрових подій. |

## Кібермоббінг в кіно
- Кібер-терор (2011)
- Як я дружив у соціальній мережі (2011)
- Мовчання до труни (2012)
- Кібер-терор (2015)
- Прибрати з друзів (+2015)